# Championnat d'Argentine de beach soccer
 (juin 2025).
- Si vous ne connaissez pas le sujet, laissez ce bandeau (vous pouvez alors contacter les auteurs).
- Si vous supprimez le contenu mis en cause (vous pouvez préalablement contacter les auteurs),

argumentez précisément cette suppression dans la page de discussion
(un manque de référence n'est pas un argument ; une recherche réelle de référence doit avoir été effectuée, être formellement documentée).
 (mai 2022).
Le championnat d'Argentine de beach soccer est une compétition annuelle de beach soccer disputée par les meilleurs clubs argentins. La première division (1. Division Argentina) est composée de 8 clubs qui s'affrontent en matchs aller et retour. Les deux premiers au classement sont qualifiés pour la Copa Libertadores Beach Soccer et les deux derniers sont reléguées en deuxième division (2. Division Argentina).

## Histoire
Le champion de l'édition 2017 est Provincial.

## Clubs de la saison 2012
En gras, les promus de la 2. Division Argentina.
| Club                          | En 1. Division Argentina depuis |
| ----------------------------- | ------------------------------- |
| Esportivo BS River Plate      | 1994                            |
| Stadio Independiente Boca     | 1996                            |
| Vélez Sársfield BS            | 1999                            |
| Club Atlético BS Buenos Aires | 2010                            |
| San Lorenzo de Almagro CBS    | 2006                            |
| Santa Fé Beach Soccer Club    | 2008                            |
| RCBS du 45 do Avellaneda      | 2012                            |
| CBS Banfield                  | 2012                            |